# Voo British Airways 9
O Voo British Airways 9, às vezes referido como incidente de Jacarta, foi um voo regular da British Airways do Aeroporto de Londres-Heathrow para Auckland, com paradas em Bombaim, Kuala Lumpur, Perth e Melbourne.
Em 24 de junho de 1982, a rota foi realizada pelo City of Edinburgh, um Boeing 747-200 prefixo G-BDXH. A aeronave voou para uma nuvem de cinzas vulcânicas lançada pela erupção do Monte Galunggung a cerca de 180 km sudeste de Jacarta, Indonésia, resultando na falha de todos os quatro motores. Pelo fato do evento ter ocorrido à noite, obscurecendo a nuvem, o motivo da falha não foi imediatamente aparente à tripulação ou ao controle de tráfego aéreo. A aeronave foi desviada para Jacarta na esperança de que motores suficientes pudessem ser reiniciados para permitir que ela pousasse lá. A aeronave conseguiu sair da nuvem de cinzas e todos os motores foram religados (embora um tenha falhado novamente logo depois), permitindo que a aeronave pousasse com segurança no Aeroporto Internacional Halim Perdanakusuma em Jacarta.
Os membros da tripulação do segmento do acidente embarcaram na aeronave em Kuala Lumpur, enquanto muitos dos passageiros estavam a bordo desde o início do voo em Londres.

## Incidente
No momento do incidente, a tripulação do Voo 9 consistia no primeiro-oficial Roger Greaves de 32 anos, o engenheiro de voo Barry Townley-Freeman de 40 anos e o capitão Eric Henry Moody, de 41 anos. Os tripulantes de voo embarcaram na aeronave no Aeroporto Sultan Abdul Aziz Shah em Kuala Lumpur e deveriam pilotar o 747 da Malásia para o Aeroporto de Perth.
Logo após às 13h40 UTC (20h40 horário de Jacarta) acima do Oceano Índico ao sul da ilha de Java, a tripulação notou pela primeira vez um efeito incomum no para-brisas semelhante ao fogo de santelmo, quando Moody estava se dirigindo ao banheiro. Apesar do radar meteorológico estar indicando céu limpo, a tripulação ligaram o sistema anti-gelo dos motores e o aviso do cinto de segurança do passageiro por precaução.
À medida que o voo avançava, a fumaça começou a se acumular na cabine de passageiros da aeronave. Primeiro se pensou que era fumaça de cigarro, mas logo a fumaça começou a ficar mais espessas e tinha um odor de enxofre. Os passageiros que tinham uma visão dos motores da aeronave pela janela notaram que eles estavam com um azul excepcionalmente brilhante, com luz brilhando para frente através das lâminas da turbina e produzindo um efeito estroboscópico.
Por volta das 13h42 UTC (20h42 horário local), o motor Rolls-Royce RB211 número quatro começou a disparar e logo se apagou em chamas. A tripulação de voo realizou imediatamente o exercício de desligamento do motor, cortando rapidamente o fornecimento de combustível e armando os extintores de incêndio. Menos de um minuto depois, às 13h43 UTC (20h43 horário local), o motor número dois disparou e apagou. Em segundos, e quase simultaneamente, os motores um e três se apagaram, levando o engenheiro de voo a exclamar: "Não acredito, todos os quatro motores falharam!".
Sem o empuxo do motor, um 747-200 tem uma razão de planeio de aproximadamente 15:1, o que significa que pode voar por 15 quilômetros a cada quilômetro que cai. A tripulação de voo rapidamente determinou que a aeronave era capaz de planar por 23 minutos e cobrir 91 milhas náuticas (169 km) de seu nível de voo de 37 000 pés (11 000 m). Às 13h44 UTC (20h44 hora de Jacarta), Greaves declarou uma emergência ao controle de tráfego aéreo local, afirmando que todos os quatro motores haviam falhado. No entanto, o Controle de Tráfego Aéreo de Jacarta não interpretou a mensagem de maneira correta, pensando que apenas o motor número quatro havia desligado. Depois que um avião vizinho da Garuda Indonesia transmitiu a mensagem para eles, o controle de tráfego aéreo entendeu corretamente a mensagem urgente. Apesar da tripulação selecionar a configuração do transponder para 7700 o controle de tráfego aéreo não conseguiu localizar o 747 nas telas de radar.
Muitos passageiros, temendo por suas vidas, escreveram bilhetes para familiares. Um desses passageiros era Charles Capewell, que escreveu "Ma. Em apuros. Avião caindo. Será o melhor para os meninos. Nós amamos você. Desculpe. Pa XXX" na capa de sua carteira de passagens. 
Devido às altas montanhas da Indonésia na costa sul da ilha de Java, uma altitude de pelo menos 3 500 m era necessária para cruzar a costa com segurança. A tripulação decidiu que, se a aeronave não conseguisse manter a altitude quando chegasse a 12 000 pés (3 700 m), eles voltariam para o mar e tentariam um pouso na água no Oceano Índico. A tripulação começou os exercícios de reinicialização do motor, apesar de estar bem fora da altitude máxima recomendada do envelope de partida em voo do motor de 28 000 pés (8 500 m). As tentativas de reinicialização falharam.
Apesar da falta de tempo, Moody fez um anúncio aos passageiros que foi descrito como "uma obra-prima do eufemismo":
Senhoras e senhores, aqui é o capitão falando. Temos um pequeno problema. Todos os quatro motores pararam. Estamos fazendo o máximo para fazê-los funcionar novamente. Espero que vocês não estejam muito angustiados.
À medida que a pressão dentro da cabine caiu, máscaras de oxigênio caíram do teto – uma medida automática de emergência para compensar a falta de ar. No convés de voo, no entanto, a máscara de Greaves estava quebrada; o tubo de entrega se desprendeu do resto da máscara. Moody rapidamente decidiu descer a 1 800 m por minuto para uma altitude onde havia pressão suficiente na atmosfera externa para respirar quase normalmente.
A 13 500 pés (4 100 m), a tripulação estava se aproximando da altitude na qual eles teriam que virar o oceano e tentar uma arriscada amaragem. Embora a tripulação tivesse diretrizes para o procedimento de pouso na água, ninguém jamais havia tentado em um Boeing 747. Enquanto realizavam o procedimento de reinicialização do motor, o motor número quatro finalmente começou e às 13h56 UTC (20h56 hora de Jacarta), Moody usou seu poder para reduzir a taxa de descida. Pouco depois, o motor três foi religado, permitindo que ele subisse lentamente. Pouco depois disso, os motores um e dois também foram reiniciados com sucesso. A tripulação posteriormente solicitou e acelerou uma subida de altitude para desviar as altas montanhas da Indonésia.
À medida que a aeronave se aproximava da altitude alvo, o efeito do fogo de santelmo no para-brisas retornou. Moody acelerou, mas o motor número dois disparou novamente e apagou. A tripulação imediatamente desceu e segurou 12 000 pés (3 700 m).
À medida que o Voo 9 se aproximava do Aeroporto Internacional Halim Perdanakusuma de Jacarta, a tripulação achou difícil ver qualquer coisa através do para-brisas e fez a aproximação quase inteiramente por instrumentos, apesar dos relatos de boa visibilidade. A tripulação decidiu operar com o sistema de pouso por instrumentos, mas o sistema de orientação vertical estava inoperante, então eles foram forçados a voar apenas com a orientação lateral, pois o primeiro oficial monitorava o DME do aeroporto. Ele então disse o quão alto eles deveriam estar em cada etapa do DME ao longo da aproximação final da pista, criando uma rampa de deslizamento virtual para eles seguirem. Moody descreveu isso como "um pouco como negociar o caminho até a bunda de um texugo". Embora as luzes da pista pudessem ser vistas através de uma pequena faixa do para-brisas, as luzes de pouso da aeronave pareciam estar inoperantes. Após a aterrissagem, a tripulação de voo considerou o taxiamento impossível, devido ao ofuscamento dos holofotes do avental, o que tornou o para-brisa já jateado opaco.

## Investigação

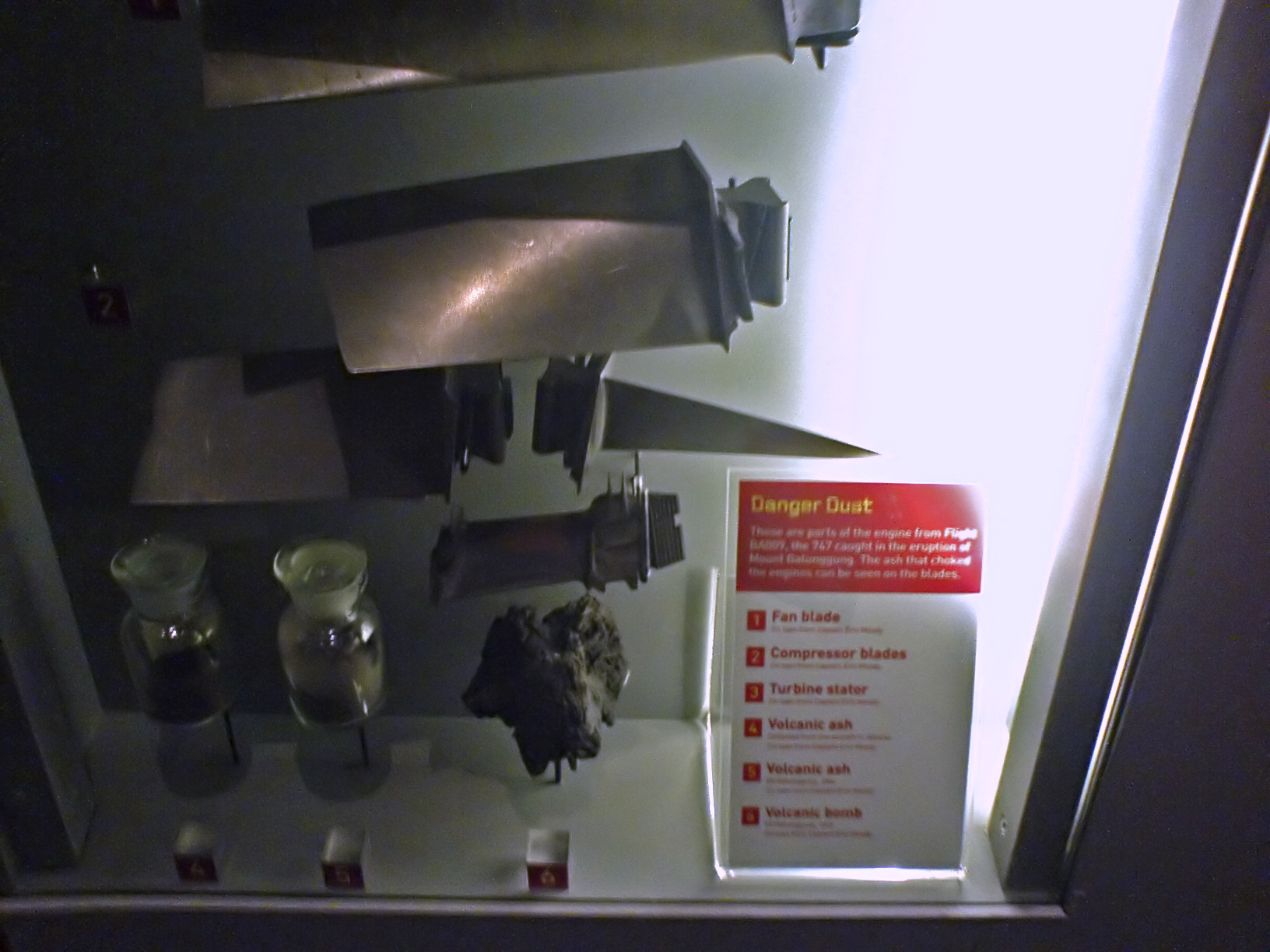
Peças danificadas de um dos motores do Voo 9 em exposição no Museu de Auckland

A investigação pós-voo revelou que os problemas do City of Edinburgh foram causados por voar através de uma nuvem de cinzas vulcânicas da erupção do Monte Galunggung. Como a nuvem de cinzas estava seca, ela não apareceu no radar meteorológico, que foi projetado para detectar a umidade nas nuvens. A poeira na nuvem privou os motores de oxigênio suficiente da atmosfera para manter a combustão, explodiu o para-brisa e as tampas das luzes de pouso e entupiu os motores. À medida que a cinza entrava nos motores, derretia nas câmaras de combustão e aderia ao interior da usina. À medida que o motor esfriava devido à inatividade e à medida que a aeronave descia da nuvem de cinzas, a cinza derretida se solidificou e o suficiente se quebrou para que o ar fluísse novamente pelo motor, permitindo uma reinicialização bem-sucedida. Os motores tinham energia elétrica suficiente para reiniciar porque um gerador e as baterias de bordo ainda estavam funcionando; energia elétrica era necessária para acionamento e ignição dos motores.

## Consequências
Os motores um, dois e três foram substituídos em Jacarta, assim como o para-brisas, e os tanques de combustível foram limpos das cinzas que entraram nos dutos de pressurização, contaminando o combustível e exigindo que ele fosse descartado. Depois que a aeronave foi transportada de volta para Londres, o motor número quatro foi substituído e um grande trabalho de manutenção foi realizado para retornar o 747 ao serviço.
Embora o espaço aéreo ao redor do Monte Galunggung tenha sido fechado temporariamente após o acidente, foi reaberto dias depois. Foi somente depois que um 747 da Singapore Airlines foi forçado a desligar três de seus motores enquanto voava pela mesma área 19 dias depois (13 de julho) as autoridades indonésias fecharam o espaço aéreo permanentemente e redirecionaram as vias aéreas para evitar a área. Um sistema de vigia foi montado para monitorar as nuvens de cinzas. O Voo 9 não foi o primeiro evento envolvendo contato com cinzas vulcânicas; um Douglas DC-9 da Garuda enfrentou cinzas vulcânicas em 5 de abril de 1982.
A tripulação recebeu vários prêmios, incluindo a Comenda da Rainha por Serviço Valioso no Ar para Moody, e medalhas da Associação Britânica de Pilotos de Linhas Aéreas. O voo planado do G-BDXH entrou no livro do Guinness World Records como o voo mais longo em uma aeronave sem motores (este recorde foi posteriormente quebrado pelo Voo Air Canada 143 em 1983 e o Voo Air Transat 236 em 2001).
Uma das passageiras, Betty Tootell, escreveu um livro sobre o acidente, All Four Engines Have Failed (Todos os Quatro Motores Falharam), tendo conseguido rastrear cerca de 200 dos 247 passageiros do voo. Em 1993, Tootell se casou com o passageiro James Ferguson, que estava sentado na fila à sua frente. Mais tarde, ela observou: "O dia 28 de dezembro de 2006 marca o início de nossa lua de mel de 14 anos e, em 24 de junho de 2007, muitos passageiros e tripulantes, sem dúvida, se reunirão para comemorar o 25º aniversário de nossa aventura no ar".

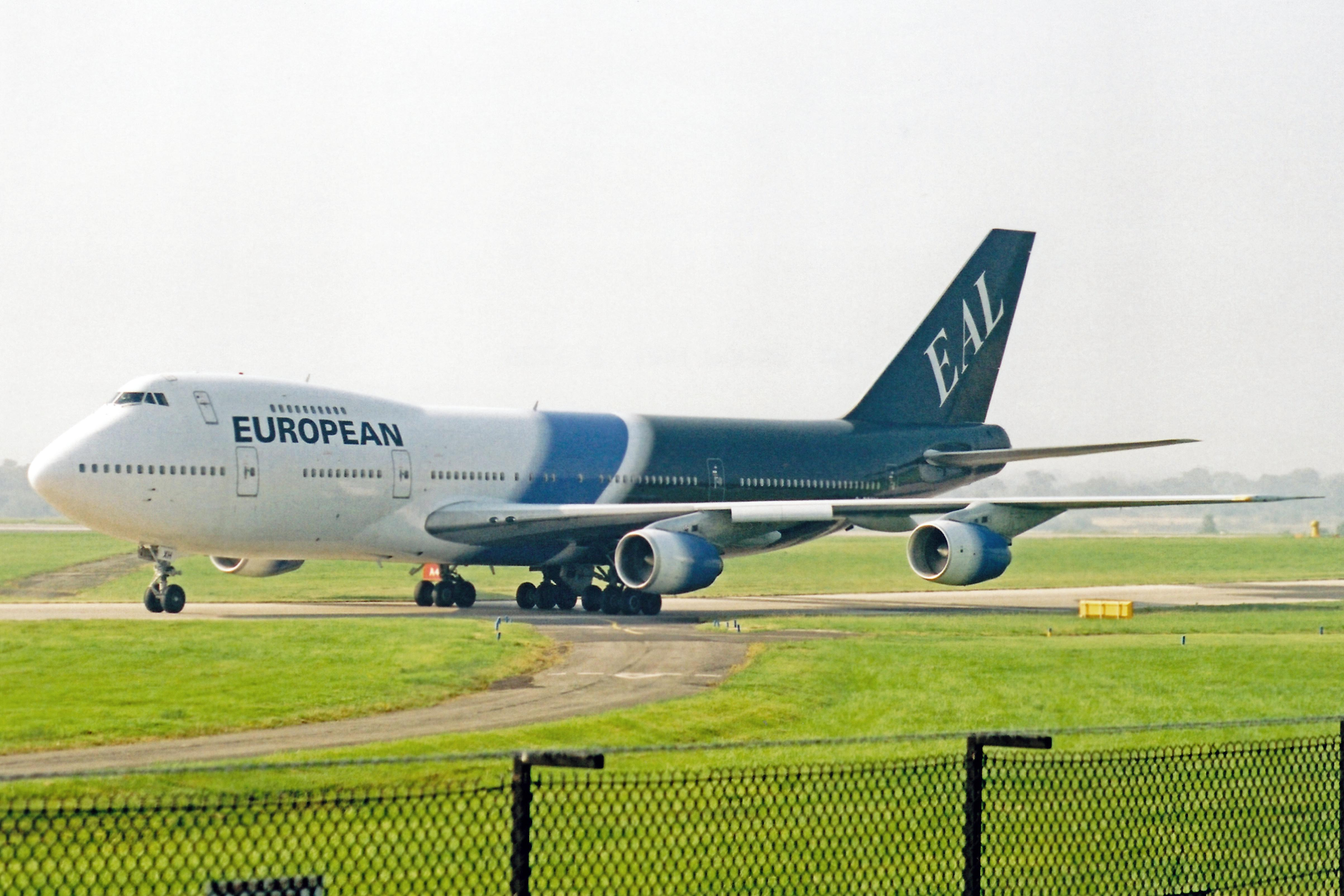
O G-BDXH, operando pela European Aviation Air Charter em agosto de 2003, seis meses antes de ser retirado de serviço.

A British Airways continuou operando a rota do Voo 9 de Londres-Heathrow para Sydney, mas em março de 2012, a rota foi alterada para Bangkok, e a aeronave que atualmente opera esta rota é um Boeing 777-200ER. A aeronave, City of Edinburgh, mais tarde renomeada como City of Elgin, continuou voando pela British Airways após o incidente, antes de ser vendida para a European Aviation Air Charter. O avião foi retirado de serviço em fevereiro de 2004 e, em julho de 2009, a aeronave com 30 anos de idade foi desmontado em uma instalação de sucateamento no Aeroporto de Bournemouth. O metal da aeronave foi derretido e reciclado para novos usos, incluindo etiquetas promocionais para o grupo ambientalista 10:10. As etiquetas, com o logotipo da campanha, teriam sido usadas como colares ou pulseiras para aumentar a conscientização sobre o trabalho do 10:10; a organização teve como objetivo persuadir indivíduos, organizações e empresas a reduzir suas emissões de carbono em 10% em 2010.

## Na cultura popular
A série de TV Mayday Desastres Aéreos do Discovery Channel e National Geographic apresentou o Voo 9 em um episódio de 2007 intitulado "Falling From the Sky", que contou com entrevistas com a tripulação e os passageiros e uma dramatização do voo. No Brasil, o episódio é intitulado "Queda Livre".
Uma situação semelhante também apareceu no primeiro episódio de The Centimeter of Love, um drama chinês produzido em 2020.